# Textura

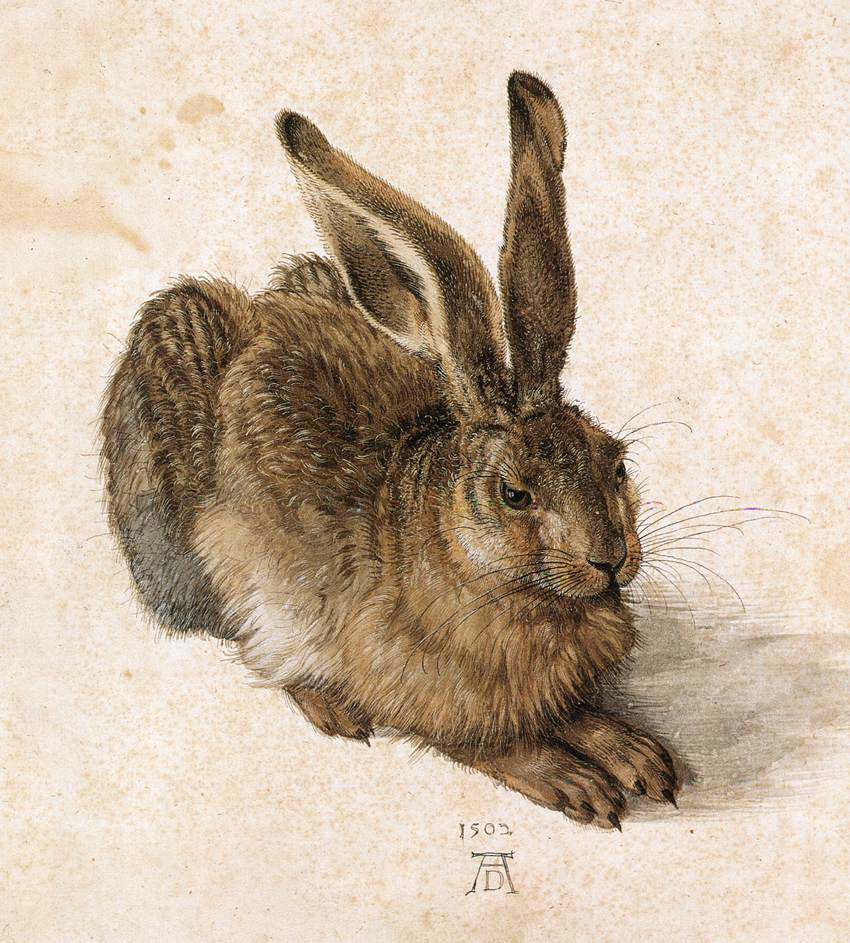
Dürer imita a textura dos pelos de uma lebre em sua pintura Lebre jovem, 1502

Textura é o aspecto de uma superfície ou seja, a "pele" de uma forma, que permite identificá-la e distingui-la de outras formas.
Quando tocamos ou olhamos para um objeto ou uma superfície sentimos se a sua pele é lisa, rugosa, macia, áspera ou ondulada. A textura é, por isso, uma sensação visual ou tocável. Texturas de certos objetos ajudam em sua identificação.

## Aspecto visual

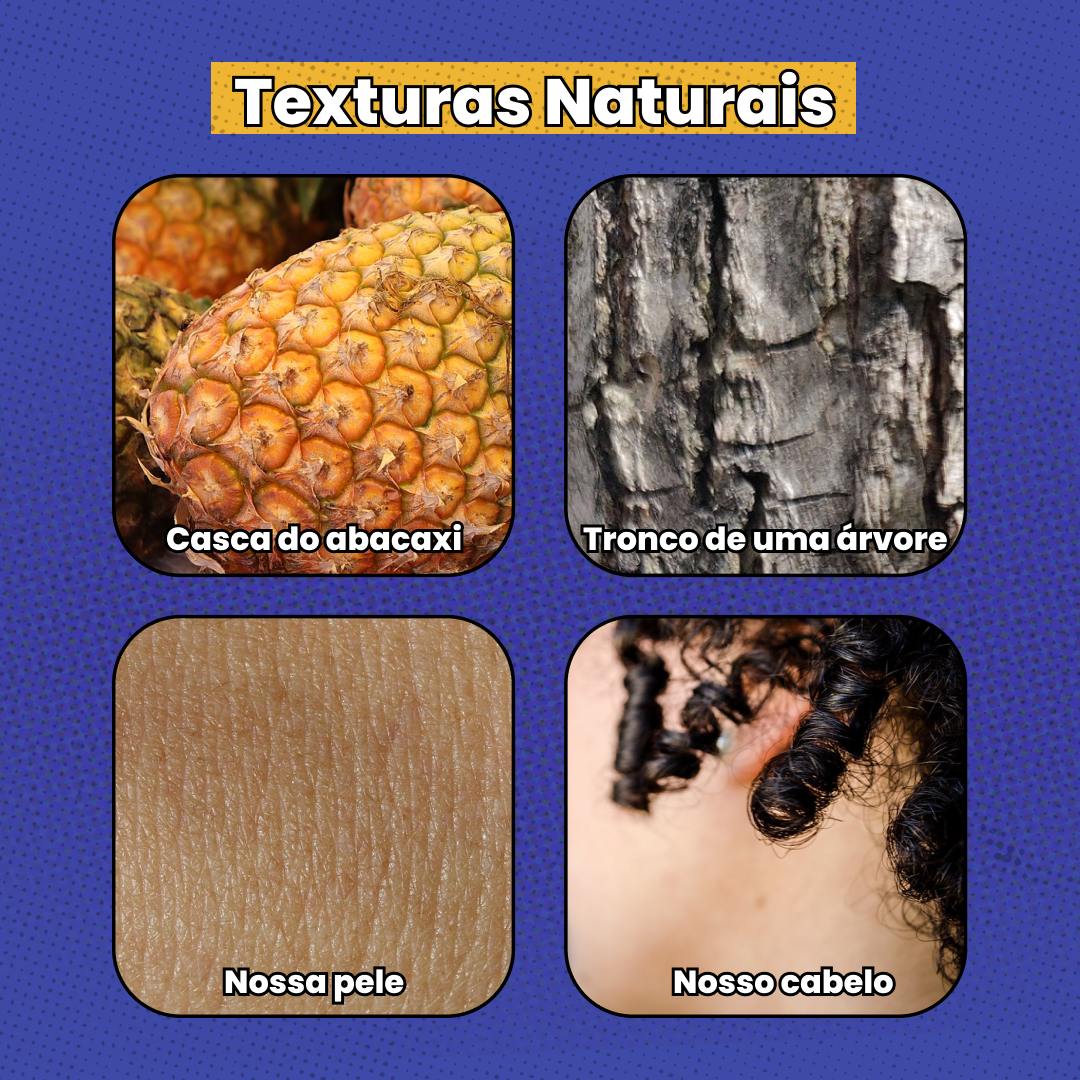
Exemplo de texturas naturais.

Quanto ao aspecto visual podemos agrupar as texturas em:

### Texturas naturais
Aquelas que resultam da intervenção natural do meio ambiente ou que caracterizam o aspecto exterior das formas e coisas existentes na Natureza Ex.: Cascas de troncos de árvores, madeira, folhas e rochas.A folha é uma textura muito diferente, porque ela pode ser tirada na folha (sulfite) e fica em alto relevo.

### Texturas Artificiais

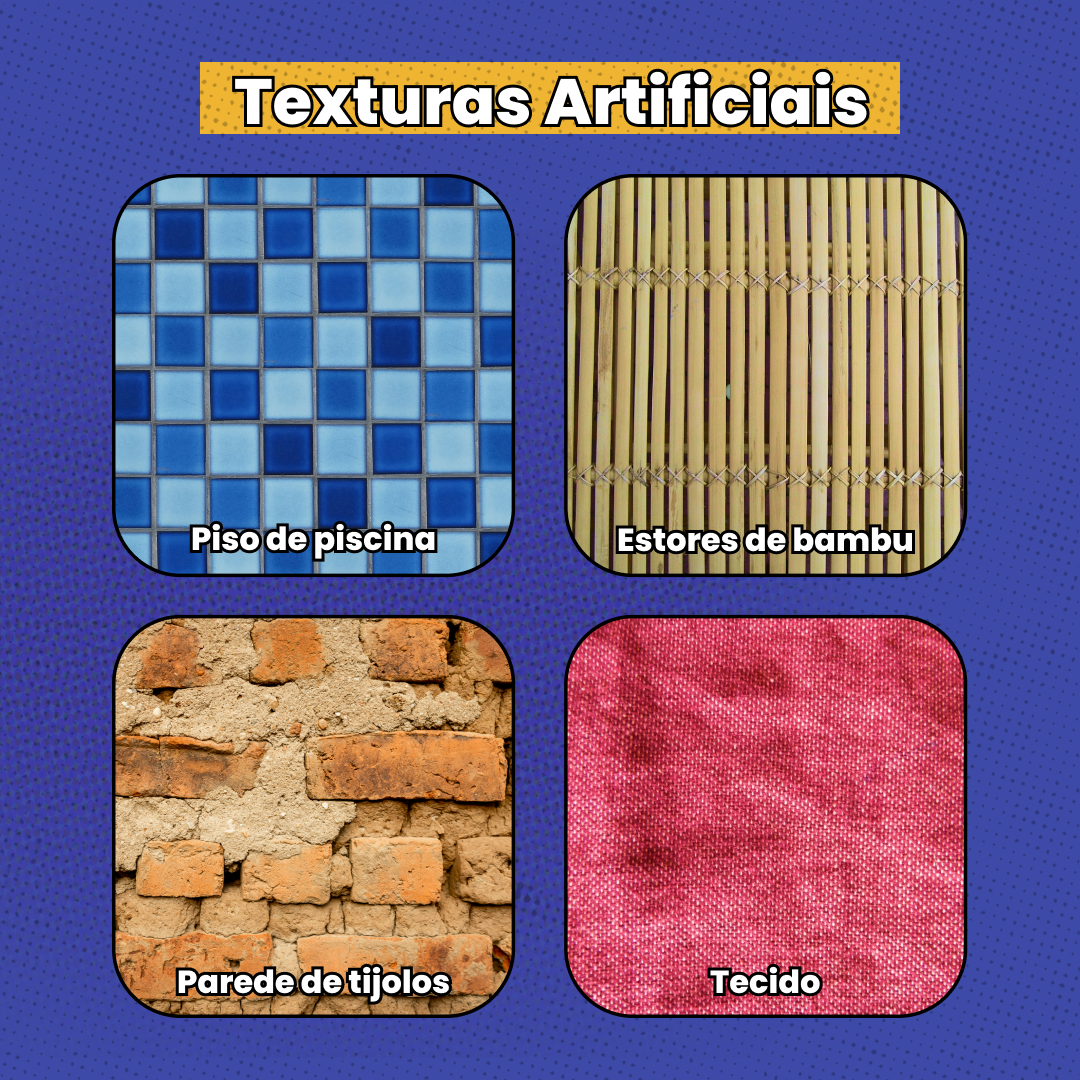
Exemplos de texturas artificias.

São aquelas que resultam da intervenção humana através da utilização de materiais e instrumentos devidamente manipulados. O Homem desde sempre tenta criar nas superfícies/objetos, texturas idênticas às criadas na Natureza, logo elas são o reflexo do modo como expressamos o nosso entendimento do mundo que nos rodeia. Dependem da manipulação das matérias e das técnicas utilizadas e do modo como utilizamos as linguagens plásticas.
Por meio de elementos lineares, pontuais, de manchas, incisões, etc, podemos criar texturas com características ornamentais ou funcionais.
A textura é uma forma de expressão.
Então textura significa ato de tecer,podemos observar texturas em todos os ambientes e materiais diversos.

## A criação de texturas decorativas
Na pintura decorativa de ambientes, a vários tipos de texturas podem ser aplicados a objetos, como móveis, ou a superfícies, como paredes.
As texturas criadas são relevos feitos com o uso de diversos tipos de material, por exemplo: massa corrida, gesso, massa acrílica. Podem ser usados como instrumentos [rolos de pintura], pincéis e espátulas

### Textura gráfica
Quanto à execução gráfica para obter texturas artificiais, pode-se utilizar os seguintes processos: fricção, impressão, decalque e construção.
A textura se divide em varias visões gráficas, pois quando vemos uma superfície diferente de outras podemos chamar de textura, não só quando vemos diferentes esboços, mas sim quando vemos diversos tipos de texturas.
A textura gráfica, é a linha e o volume, também é um elemento visual nas artes, que sensibiliza uma superfície tornando-se qualquer material que deixa marcas, por exemplo: caneta, lápis, canetinha, giz de cera, marcadores e tinta. Para cria-la, utilizamos pontos, linhas, formas repetidas, colocadas a uma mesma distância uma da outra, ou em distâncias variadas, criando padrões, o que dá uniformidade ou irregularidade à imagem criada.